# Sergio Agüero
Sergio Leonel Agüero del Castillo (Quilmes, 2 juni 1988) – alias Kun Agüero is een Argentijns voormalig voetballer die doorgaans in de aanval speelde. Hij kwam uit voor Independiente, Atlético Madrid, Manchester City en FC Barcelona. Agüero debuteerde in 2006 in het Argentijns voetbalelftal.
Zijn in zijn kindertijd opgelopen bijnaam Kun is een verwijzing naar een Japans tekenfilmfiguurtje dat een klein postuur heeft en een kapsel dat op de haardracht van Agüero lijkt.

## Clubvoetbal

### Independiente
Op februari 2004 debuteerde Agüero op vijftienjarige leeftijd voor zijn Argentijnse club Independiente tijdens een continentale wedstrijd tegen het Peruviaanse Cienciano. Hiermee was hij de jongste debutant ooit in de Copa Libertadores, een record dat op naam stond van Diego Maradona. In 2007 werd dit record door Diego Orlando Suárez uit Bolivia overgenomen.

### Atlético Madrid
Tijdens de Argentijnse Apertura van 2005 viel de jonge aanvaller op bij verschillende Europese clubs. Medio 2006 stapte Agüero voor 20 miljoen euro over naar Atlético Madrid. Hoewel hij in zijn eerste jaar vooral inviel, speelde hij op een enkele wedstrijd na in alle competitiewedstrijden. Vanaf het seizoen 2007-2008, waarin Fernando Torres was vertrokken, haalde Agüero een moyenne van 0,5 doelpunten per wedstrijd. In 2009 werd hij verkozen tot Argentijns voetballer van het jaar en Europees voetballer van het jaar onder 21.

### Manchester City
Op 28 juli 2011 werd officieel bekendgemaakt dat Agüero de overstap naar Manchester City maakte, nadat hij dat twee dagen eerder zelf al meldde via Twitter. Met de transfer zou omstreeks 43 miljoen euro gemoeid zijn en een geschat salaris van meer dan 220 duizend euro per week. Hij kende een debuut met twee doelpunten en een assist, nadat hij na 60 minuten inviel. Doordat Agüero in de blessuretijd, minuut 93:20, van de laatste wedstrijd van het seizoen wist te scoren, won Manchester City voor het eerst in 44 jaar het Engelse landskampioenschap.
Agüero scoorde op 18 oktober 2014 vier keer tegen Tottenham Hotspur. Hij bracht zijn totale aantal competitiedoelpunten voor City daarmee zodoende op 61 en passeerde daarmee Carlos Tévez (58 doelpunten) als clubtopscorer aller tijden in de Premier League. Agüero deed dit in 95 wedstrijden, waar Tévez er 113 speelde om tot zijn totaal te komen. Agüero maakte op 3 oktober 2015 als snelste ooit vijf doelpunten in een wedstrijd in de Premier League. Hij maakte die dag in de 42ste minuut zijn eerste en in de 62ste zijn vijfde goal in een met 6-1 gewonnen wedstrijd thuis tegen Newcastle United. Agüero was de vijfde speler ooit die überhaupt vijf keer scoorde in één wedstrijd in de Premier League, na Dimitar Berbatov, Andy Cole, Jermain Defoe en Alan Shearer.
Agüero maakte op 21 oktober 2017 zijn 177e doelpunt voor Manchester City (in de competitie, beker en Europese wedstrijden samen), de 1–0 tijdens een met 3–0 gewonnen competitiewedstrijd thuis tegen Burnley. Met dat aantal evenaarde hij clubtopscorer aller tijden Eric Brook (voor de club actief van 1927 tot en met 1940). Agüero werd op 1 november 2017 alleen recordhouder. Hij maakte toen de 2–3 tijdens een 2–4 overwinning in de Champions League uit bij SSC Napoli en daarmee zijn 178e voor Manchester City. Op 23 december 2017 maakte Agüero zijn honderdste goal in het Etihad Stadium van Manchester City, toen hij de score opende in een competitiewedstrijd tegen AFC Bournemouth.
Agüero werd op 12 januari 2020 de meest scorende buitenlander in de Premier League ooit. Hij maakte toen drie doelpunten in een met 1–6 gewonnen wedstrijd uit bij Aston Villa. Daarmee bracht hij zijn totale aantal competitiegoals in de Premier League op 177. Door zijn drie doelpunten tegen Aston Villa werd Agüero ook meteen recordhouder wat betreft het aantal hattricks in de Premier League. Dit was zijn twaalfde, een meer dan Alan Shearer. Op 29 maart 2021 maakten Agüero en Manchester City bekend dat hij na het einde van seizoen 2020/21 afscheid zou nemen van de club.

### FC Barcelona
Op 31 mei 2021 tekende Agüero transfervrij een tweejarig contract bij FC Barcelona. Naast een financiële opportuniteit voor Barcelona – voor Aguëro hoefde geen transfergeld te worden betaald – werd het aantrekken van Argüero ook gezien als een gunst voor Lionel Messi, van wie Agüero een boezemvriend is. Op 17 oktober maakte hij zijn debuut in een wedstrijd die met 3-1 werd gewonnen tegen Valencia CF. In zijn eerste El Clásico op 24 oktober, kwam Agüero  in de 77e minuut in de wedstrijd, en scoorde zijn eerste doelpunt voor de club in de laatste minuut van het spel van een 2-1 thuisnederlaag tegen Real Madrid.

Zeven dagen later werd hij naar het ziekenhuis gebracht met borstklachten en werd gediagnosticeerd met hartritmestoornissen tijdens een gelijkspel dat eindigde in 1-1 tegen Deportivo Alavés. In november 2021 werd gemeld dat hij minstens drie maanden niet in actie zou komen. Op 15 december 2021 kondigde Agüero zijn pensionering aan in het voetbal aan op advies van artsen en bedankte hij de teams waarvoor hij had gespeeld.
"Ik ben trots of blij met mijn carrière. Al vanaf ik vijf jaar oud was, droomde ik ervan om te voetballen, in de competitie [in Argentinië] te spelen, ik heb er nooit aan gedacht om naar Europa te gaan. Bedankt Independiente, Atlético de Madrid, die in mij geloofde toen ik 18 jaar oud was, de mensen van Manchester City, die weten hoe ik me voel, ik heb het beste achtergelaten. Voor Barça was het ongelooflijk, ik wist dat ik naar de beste club ter wereld zou komen, maar dingen gebeuren met een reden en natuurlijk het Argentijnse nationale team, waar ik het meest van hou."

— Sergio Agüero tijdens de persconferentie van zijn pensionering

## Clubstatistieken
| Seizoen     | Club            | Land                | Competitie       | Competitie | Competitie | Beker | Beker | Supercup | Supercup | Internationaal | Internationaal | Totaal | Totaal |
| Seizoen     | Club            | Land                | Competitie       | Wed.       | Dlp.       | Wed.  | Dlp.  | Wed.     | Dlp.     | Wed.           | Dlp.           | Wed.   | Dlp.   |
| ----------- | --------------- | ------------------- | ---------------- | ---------- | ---------- | ----- | ----- | -------- | -------- | -------------- | -------------- | ------ | ------ |
| 2002/03     | Independiente   | Vlag van Argentinië | Primera División | 1          | 0          | —     | —     | —        | —        | —              | —              | 1      | 0      |
| 2003/04     | Independiente   | Vlag van Argentinië | Primera División | 5          | 0          | —     | —     | —        | —        | 2              | 0              | 7      | 0      |
| 2004/05     | Independiente   | Vlag van Argentinië | Primera División | 12         | 5          | —     | —     | —        | —        | —              | —              | 12     | 5      |
| 2005/06     | Independiente   | Vlag van Argentinië | Primera División | 36         | 18         | —     | —     | —        | —        | —              | —              | 36     | 18     |
| Club totaal | Club totaal     | Club totaal         | Club totaal      | 54         | 23         | 0     | 0     | 0        | 0        | 2              | 0              | 56     | 23     |
| 2006/07     | Atlético Madrid | Vlag van Spanje     | Primera División | 38         | 6          | 4     | 1     | —        | —        | —              | —              | 42     | 7      |
| 2007/08     | Atlético Madrid | Vlag van Spanje     | Primera División | 37         | 19         | 4     | 2     | —        | —        | 9              | 6              | 50     | 27     |
| 2008/09     | Atlético Madrid | Vlag van Spanje     | Primera División | 37         | 17         | 1     | 0     | —        | —        | 9              | 4              | 47     | 21     |
| 2009/10     | Atlético Madrid | Vlag van Spanje     | Primera División | 31         | 12         | 7     | 1     | —        | —        | 16             | 6              | 54     | 19     |
| 2010/11     | Atlético Madrid | Vlag van Spanje     | Primera División | 32         | 20         | 4     | 3     | 1        | 0        | 4              | 3              | 41     | 26     |
| Club totaal | Club totaal     | Club totaal         | Club totaal      | 175        | 74         | 20    | 7     | 1        | 0        | 38             | 19             | 234    | 100    |
| 2011/12     | Manchester City | Vlag van Engeland   | Premier League   | 34         | 23         | 4     | 2     | —        | —        | 10             | 5              | 48     | 30     |
| 2012/13     | Manchester City | Vlag van Engeland   | Premier League   | 30         | 12         | 4     | 3     | 1        | 0        | 5              | 2              | 40     | 17     |
| 2013/14     | Manchester City | Vlag van Engeland   | Premier League   | 23         | 17         | 5     | 5     | —        | —        | 6              | 6              | 34     | 28     |
| 2014/15     | Manchester City | Vlag van Engeland   | Premier League   | 33         | 26         | 2     | 0     | —        | —        | 7              | 6              | 42     | 32     |
| 2015/16     | Manchester City | Vlag van Engeland   | Premier League   | 30         | 24         | 5     | 3     | —        | —        | 9              | 2              | 44     | 29     |
| 2016/17     | Manchester City | Vlag van Engeland   | Premier League   | 31         | 20         | 6     | 5     | —        | —        | 8              | 8              | 45     | 33     |
| 2017/18     | Manchester City | Vlag van Engeland   | Premier League   | 25         | 21         | 7     | 5     | —        | —        | 7              | 4              | 39     | 30     |
| 2018/19     | Manchester City | Vlag van Engeland   | Premier League   | 33         | 21         | 5     | 3     | 1        | 2        | 7              | 6              | 46     | 32     |
| 2019/20     | Manchester City | Vlag van Engeland   | Premier League   | 24         | 16         | 5     | 5     | —        | —        | 3              | 2              | 32     | 23     |
| 2020/21     | Manchester City | Vlag van Engeland   | Premier League   | 12         | 4          | 1     | 0     | —        | —        | 7              | 2              | 19     | 6      |
| Club totaal | Club totaal     | Club totaal         | Club totaal      | 275        | 184        | 44    | 31    | 2        | 2        | 69             | 43             | 390    | 260    |
| 2021/22     | FC Barcelona    | Vlag van Spanje     | Primera División | 4          | 1          | 0     | 0     | 0        | 0        | 1              | 0              | 5      | 1      |
| Club totaal | Club totaal     | Club totaal         | Club totaal      | 4          | 1          | 0     | 0     | 0        | 0        | 1              | 0              | 5      | 1      |
| TOTAAL      | TOTAAL          | TOTAAL              | TOTAAL           | 508        | 282        | 64    | 38    | 3        | 2        | 110            | 62             | 685    | 384    |

## Interlandcarrière
Agüero werd in 2005 en 2007 met Argentinië onder 20 wereldkampioen op het WK onder 20. In 2005, toen Lionel Messi en Gustavo Oberman de vaste aanvallers waren, bleef zijn inbreng bescheiden. In 2007 was zijn inbreng groter en Agüero werd niet alleen wereldkampioen onder 20, maar hij ontving bovendien de Gouden Bal als beste speler van het toernooi en de Gouden Schoen als topscorer van het WK met zes doelpunten. Agüero trad met deze prestaties in de voetsporen van zijn landgenoten Javier Saviola (2001) en Messi (2005), die eveneens wereldkampioen onder 20 werden met Argentinië en zowel de Gouden Bal als de Gouden Schoen ontvingen. In 2008 won Agüero met Argentinië goud op de Olympische Zomerspelen van Beijing. In de finale werd met 1–0 gewonnen van Nigeria onder 23. Agüero maakte twee doelpunten in de halve finale tegen Brazilië onder 23.
Agüero debuteerde op 2 september 2006 onder bondscoach Alfio Basile in het Argentijns voetbalelftal, in een met 3–0 verloren oefeninterland in en tegen Brazilië. Hij viel die dag in de 66e minuut in voor Carlos Tévez. Zijn eerste interlanddoelpunt volgde op 17 november 2007. Hij kopte toen de 1–0 binnen in een met 3–0 gewonnen kwalificatiewedstrijd voor het WK 2010 tegen Bolivia. Datzelfde WK werd zijn eerste eindtoernooi, onder bondscoach Diego Maradona. Hij mocht dat toernooi in drie wedstrijden meedoen, waarvan een keer als basisspeler.
Agüero behoorde daarna ook tot de Argentijnse ploeg op de Copa América 2011 en was met Argentinië finalist in de finales van zowel het WK 2014, de Copa América 2015 als de Copa América Centenario. Hij maakte ook deel uit van de Argentijnse selectie op het WK 2018 en de Copa América 2019. Tijdens de Copa América 2021 maakte Agüero opnieuw deel uit van de Argentijnse selectie en op 11 juli 2021 werd de finale met 1–0 gewonnen van aartsrivaal Brazilië.

## Erelijst
Atlético Madrid
- UEFA Europa League: 2009/10
- UEFA Super Cup: 2010

 Manchester City
- Premier League: 2011/12, 2013/14, 2017/18, 2018/19, 2020/21
- FA Cup: 2018/19
- EFL Cup: 2013/14, 2015/16, 2017/18, 2018/19, 2019/20, 2020/21
- FA Community Shield: 2012, 2018, 2019

 Argentinië onder 20
- FIFA WK onder 20: 2005, 2007

 Argentinië onder 23
- Olympische Zomerspelen: 2008

 Argentinië
- CONMEBOL Copa América: 2021

Individuele prijzen
- Gouden Bal en Gouden Schoen als beste speler en topscorer van het WK onder 20 in 2007
- Golden Boy 2007
- Trofeo EFE in het seizoen 2007/08 (Beste Latijns-Amerikaanse speler in de Primera División)
- Verkozen tot beste buitenlandse speler in de Primera División 2007/08 door Don Balón
- Europees voetballer onder 21: 2009
- Premier League Golden Boot: 2015

## Privéleven
Agüero was van 2009 tot 2013 gehuwd met Giannina Maradona, de dochter van Diego Maradona. Samen hebben ze een zoon Benjamin Agüero wiens peetvader Lionel Messi is.